# 玉溪縣
玉溪縣是雲南省中部所屬的一個縣，以境內玉溪大河命名。今玉溪市红塔区。
民國元年（1912年）置新興縣，屬雲南省；民國二年（1913年）置休納縣；民國五年（1916年）置玉溪縣。1949年底，卢汉云南起义后。中华人民共和国政府接管此地，于1950年3月，成立玉溪縣人民政府，1958年，玉溪、江川2縣合併，稱玉溪縣，1961年又分開。1983年9月9日，經國務院批准，撤銷玉溪縣，建立县级玉溪市。设立地级玉溪市后，为红塔区。